# Kirchenfeld (Kürten)
Kirchenfeld ist ein Wohnplatz in der Gemeinde Kürten im Rheinisch-Bergischen Kreis. 

## Beschreibung und Lage
Kirchenfeld liegt in südöstlicher Richtung von Biesfeld, mit dem es nunmehr einen geschlossenen Siedlungsbereich bildet.

## Geschichte
In der Aufstellung des Königreichs Preußens für die Volkszählung 1885 wurde Kirchenfeld als Wohnplatz der Landgemeinde Kürten aufgeführt. Zu dieser Zeit wurden zwei Wohnhäuser mit sieben Einwohnern gezählt. Im Jahr 1905 zählte der Ort zwei Wohnhäuser mit acht Einwohnern und gehörte zum Kirchspiel Biesfeld. Ab der Preußischen Neuaufnahme von 1891 bis 1912 ist der Ort auf Messtischblättern regelmäßig als Kirchenfeld verzeichnet.